# 日本獼猴
日本獼猴（學名：Macaca fuscata），也叫雪猴，是生活在日本北部的一種獼猴。牠們是世界上生活地區最北（最北達到本州青森縣北部下北半島）的非人類靈長目動物。日本獼猴的毛色為灰褐色，臉部、四肢和下腹部為紅色，尾巴很短。共有兩個亞種：
- 指名亞種 Macaca fuscata fuscata
- 屋久島亞種 Macaca fuscata yakui

## 分布

### 現存
M. f. fuscata 日本本島指名亞種
- 日本（本州、四国、九州）特有種[2][3][4][5][6][7]。

M. f. yakui 屋久島亞種
- 日本（屋久島）特有亞種[2][3][4][5]。

### 已絕滅的分布地域
- 日本（種子島[2][4]、茨城縣[6]）

## 形態
日本獼猴的体長有47—60（19—24英寸）。公猴尾長7—11（2.8—4.3英寸）、雌猴尾長6—11（2.4—4.3英寸）。体重雄猴6—18（13—40英磅）、雌猴6—14（13—31英磅）。在本州東北地方及中部地方的山岳部有大型的個体群。短尾，雖然在寒冷地區生長，身體沒有長密的体毛，反而傾向於温暖地的短薄体毛。不過，幼獸的体毛相對較為密，成長後體毛密度會減低。背部毛色赤褐色或褐色，腹面毛色灰色。種小名fuscata的意思就是「有暗色」的意思。
臉部和屁股等裸露的皮膚紅色。
公猴犬齒發達。屋久島亞種的体毛長，毛色暗褐。頭蓋屬小型。眼窩縱長，間幅狹窄。

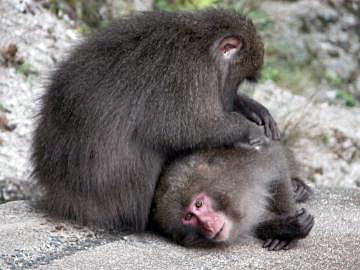
屋久島亞種的形態略有不同
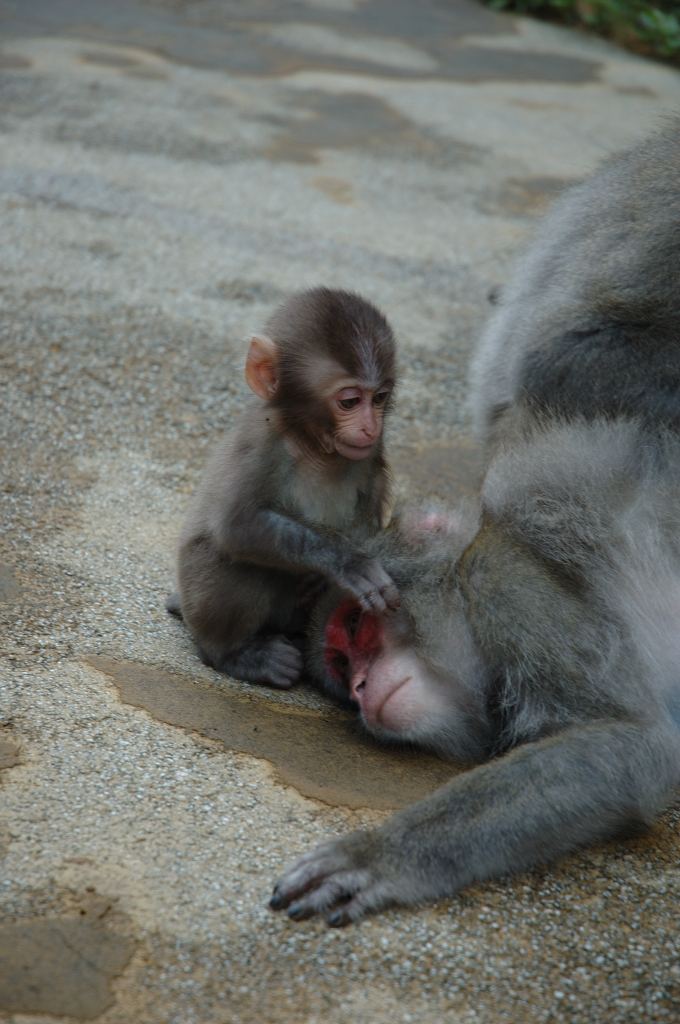
幼獸
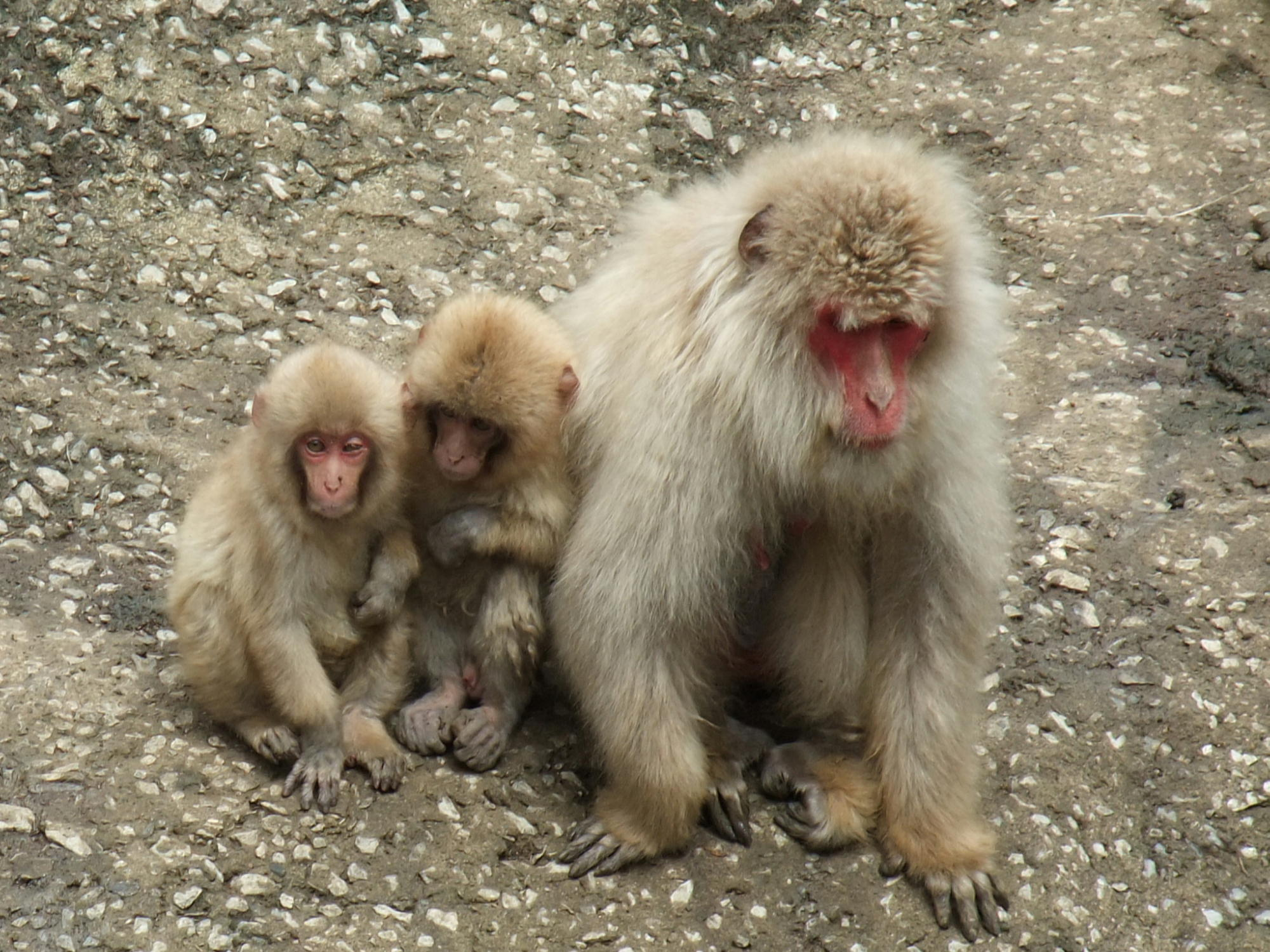
北限的猴（2011年5月）

## 分佈範圍和食性
日本獼猴在白天活動，大多數時間都在森林中，範圍包括落葉林、闊葉林和常綠林。它們以種子、根莖、花蕾、水果、無脊椎動物、漿果、樹葉、鳥蛋、蘑菇和穀物為食。

## 習性與繁殖
日本獼猴一般組成一個規模為20至100頭的群體，分成幾個家庭，一般而言，母猴與公猴的比例約為3比1。母猴的地位有明顯等級制，公猴在種群中則比較游離。
日本獼猴可以在−15 °C（5 °F）的嚴酷環境中生存，這在靈長目動物中是非常少見的。为了能在这样低温的严酷环境中生存，日本猕猴进化出了集体泡温泉的习性，但只有最高等級的雌性和幼崽才能入內。探索频道的《地球变种》纪录片摄制组拍摄到部分日本猕猴为了拾取温泉底部的食物，会憋气潜水1分钟左右的新习性。
在交配季節，母猴會與10頭左右的公猴進行交配的嘗試。日本獼猴的孕期為173天，每胎只產一仔，幼子出生時的重量約為500克（18盎司）。平均壽命為30年。
拉斐拉·S·C·竹下(Rafaela S.C. Takeshita)和她的京都大學同事在《靈長目動物》期刊上發表了成果。正如所料，在猴子泡澡期間，壓力水平下降。另一個能表明泡澡對獼猴重要性的地方是，地位較高的母猴在池水裡的時間更長。

## 日本純化
2017年2月20日，日本千葉縣富津市公告，高宕山自然動物園的164隻日本獼猴，經專家確認DNA有57隻與野生的普通獼猴（恆河獼猴）雜交，獲得縣府許可後依據《外來生物法》實施撲殺，並已於2月15日舉行慰靈儀式（慰霊祭）。

## 圖片

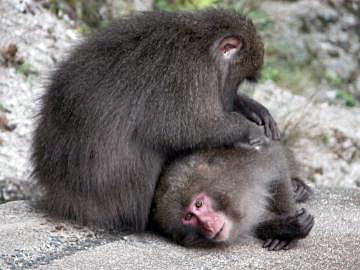
抓跳蚤的雪猴
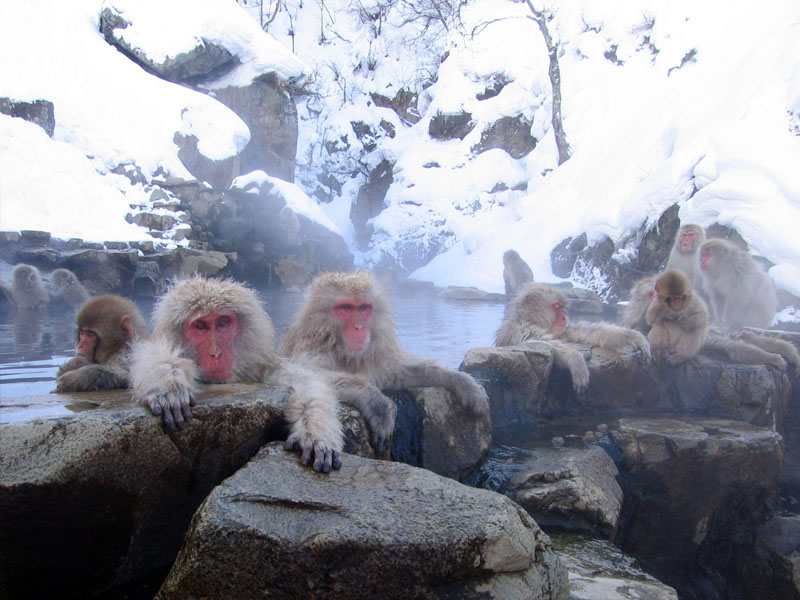
泡溫泉的一群雪猴

## 外部連結
- . ITIS.
- Jigokudani Yaen-Koen Info Page （页面存档备份，存于）
- AcaPixus images of Japanese macaque （页面存档备份，存于）
- Primate Info Net Macaca fuscata Factsheet （页面存档备份，存于）